# Cyrtodesmus archimedes
Cyrtodesmus archimedes är en mångfotingart som först beskrevs av Chamberlin 1940.  Cyrtodesmus archimedes ingår i släktet Cyrtodesmus och familjen Cyrtodesmidae. Inga underarter finns listade i Catalogue of Life.